# یوپی‌سی
یوپی‌سی (انگلیسی: UPC) شرکت مخابرات هلندی است، که در سال ۱۹۹۵ تأسیس شد.